# Otín (district de Žďár nad Sázavou)
Pour les articles homonymes, voir Otín.
Otín (en allemand : Wottin) est une commune du district de Žďár nad Sázavou, dans la région de Vysočina, en République tchèque. Sa population s'élevait à 329 habitants en 2020.

## Géographie
Otín se trouve à 8 km à l'ouest de Velké Meziříčí, à 22,5 km au sud de Žďár nad Sázavou, à 23 km à l'est-sud-est de Jihlava à 134 km au sud-est de Prague.
La commune est limitée par Měřín et Stránecká Zhoř au nord, par Uhřínov à l'est, par Horní Radslavice au sud, et par Pavlínov au sud-ouest et à l'ouest et par Chlumek au nord-ouest.

## Histoire
La première mention écrite de la localité date de 1379.

## Administration
La commune se compose de trois quartiers :
- Otín
- Geršov
- Pohořílky

## Transports
Par la route, Otín se trouve à 9,5 km de Velké Meziříčí, à 29 km de Žďár nad Sázavou, à 29 km de Jihlava et à 149 km de Prague.